# Feliciano Barrios Pintado
Feliciano Barrios Pintado (Madrid, 23 d'abril de 1954) és un jurista i historiador del Dret espanyol, acadèmic de la Reial Acadèmia de la Història.

## Trajectòria professional
Reconegut especialista en Història de l'Administració Pública de l'Edat Moderna, Institucions Nobiliàries i Història del Dret Indià; després de doctorar-se en Dret per la Universitat Complutense de Madrid, va exercir com a professor en aquesta universitat, on va ser deixeble de José Antonio Escudero López, i Director i Col·legial d'Honor del Col·legi Major Diego de Covarrubias.
El 1986 obté per oposició la càtedra d'Historia del Dret i de les Institucions de la Universitat de Castella-la Manxa. En aquesta mateixa universitat ha estat degà, avui honorari, de la Facultat de Ciències Jurídiques i Socials de Toledo.
Entre altres càrrecs, ha estat Subdirector del Centro de Estudios Políticos y Constitucionales i de l'Institut Internacional d'Història del Dret Indià, vicecomissari de l'Exposició Nacional “El món que va viure Cervantes”, commemorativa del IV centenari de la publicació del Quixot, membre del Consell d'Honor de l'Anuario de Historia del Derecho Español i membre de la Comissió d'Experts per al futur del Valle de los Caídos.
El 13 d'abril de 2007 va ser escollit Acadèmic de Nombre de la Reial Acadèmia de la Història i va prendre possessió el 8 de març de 2009. És també cadèmic de nombre de la Reial Acadèmia Matritense d'Heràldica i Genealogia i corresponent de la Reial Acadèmia de Jurisprudència i Legislació i de la Real Academia Sevillana de Buenas Letras. Igualment és Acadèmic Corresponent de la Nacional de la Història de l'Argentina i de la Xilena de la Història, a més de Patró de l'Institut d'Estudis Històrics i Hospitalaris de l'Orde de Malta (Icomal).

## Càrrecs i distincions
- Comanador de l'Orde de Carles III.
- Creu distingida de primera classe de l'Orde de Sant Ramon de Penyafort.
- Comanador de l'Orde de l'Estrella Polar de Suècia
- Venera de l'Orde Mexicana de l'Àguila Asteca.

## Obres
- Los Reales consejos El gobierno central de la Monarquía en los escritores sobre Madrid del siglo XVII, 1988.
- Derecho y administración pública en las Indias Hispánicas, 2002
- Textos de historia del derecho español, 2004.
- España 1808. El Gobierno de la Monarquía, 2009.